# Speonomus opisthonoxus
Speonomus opisthonoxus es una especie de escarabajo del género Speonomus, familia Leiodidae. Fue descrita por Gers y Dominique Dupuy en 1988. Se encuentra en Francia.